# 左運昌
左運昌（?—?），江西省南康府星子縣人，清朝政治人物、同進士出身。
光緒九年（1883年），参加癸未科殿試，登進士三甲5名。同年五月，著以内阁中书。